# Lista de prêmios e indicações recebidos por Uncharted: The Lost Legacy
Uncharted: The Lost Legacy é um jogo eletrônico de ação-aventura desenvolvido pela Naughty Dog e publicado pela Sony Computer Entertainment. Idealizado como uma expansão de Uncharted 4: A Thief's End. Baseado no sucesso de Left Behind, o estúdio pretendia trazer um conteúdo ainda maior e independente da história do quarto Uncharted.
Chloe Frazer recebe em sua casa uma relíquia misteriosa que pertencia a seu falecido pai que era arqueólogo e decide retraçar a busca dele pela Presa de Ganesha. Ela faz parceria com Samuel Drake que acaba desaparecendo. Querendo continuar a aventura de seu pai e reencontrar o parceiro ela contata a mercenária Nadine Ross para ser sua parceira. Sem emprego e com sua milícia usurpada por um de seus soldados por conta de seus vitupérios com Nathan Drake e seu irmão em Uncharted 4, Nadine acaba aceitando o emprego, no entanto Chloe não conta para Nadine sobre Samuel. Ambas passam a rivalizar e enfrentar Asav, um líder insurgente que está fazendo uma guerra civil por toda a Índia em busca da Presa. As duas aventureiras viajam pela região Hoysala criando um forte vínculo e conhecendo o passado de Chloe e seu pai, com Chloe abraçando sua descendência e crescendo como pessoa. O jogo foi dirigido por Shaun Escayg e Kurt Margenau e escrito por Escayg e Josh Scherr. Anunciado antes do lançamento de Uncharted 4, sua ideia concreta foi oficialmente revelada em 13 de dezembro de 2016. O jogo recebeu prêmio de jogo do ano pela IGN indiana.
Apesar de ser uma expansão, o jogo recebeu vários elogios por seu conteúdo gráfico, diversão, narrativa e performance de seus dubladores. Ele chegou a concorrer na Gamescom como melhor narrativa e melhor jogo de console. no Golden Joystick Awards como melhor performance para Claudia Black como Chloe Frazer, melhor narrativa e jogo do ano. Já no The Game Awards Claudia Black concorreu com sua parceira Laura Bailey que interpretou Nadine Ross e melhor jogo de ação-aventura. No New York Game Awards ele concorreu à melhor narrativa e melhor performance por Claudia Black. O jogo ainda concorreu nas conceituadas premiações como Italian Video Game Awards, D.I.C.E. Awards, SXSW Gaming Award, BAFTA Game Awards e NAVGTR Awards, levando dois prêmios nessa última, "Melhor Franquia de Aventura" e "Edição de Áudio em Cinema de Jogo".

## Prêmios
| Data                    | Prêmiação                                                     | Categoria                                                               | Receptor(es)                              | Resultado           | Ref     |
| ----------------------- | ------------------------------------------------------------- | ----------------------------------------------------------------------- | ----------------------------------------- | ------------------- | ------- |
| 24 de agosto de 2017    | Gamescom 2017 Award                                           | Melhor Jogo de Console                                                  | Uncharted: The Lost Legacy                | Indicado            | [ 16 ]  |
| 24 de agosto de 2017    | Gamescom 2017 Award                                           | Melhor Narrativa                                                        | Uncharted: The Lost Legacy                | Indicado            | [ 16 ]  |
| 18 de setembro de 2017  | Computer Bild                                                 | Jogo do Ano                                                             | Uncharted: The Lost Legacy                | Oitavo              | [ 25 ]  |
| 21 de setembro de 2017  | Golden Joystick Awards 2017                                   | Melhor Contação de História                                             | Uncharted: The Lost Legacy                | Indicado            | [ 26 ]  |
| 21 de setembro de 2017  | Golden Joystick Awards 2017                                   | Melhor Performance                                                      | Claudia Black como Chloe Frazer           | Indicado            | [ 26 ]  |
| 21 de setembro de 2017  | Golden Joystick Awards 2017                                   | Melhor Jogo de PlayStation 4                                            | Uncharted: The Lost Legacy                | Indicado            | [ 26 ]  |
| 7 de novembro de 2017   | Game Debate - Global Game Awards 2018                         | Melhor Visual                                                           | Uncharted: The Lost Legacy                | Quarto              | [ 27 ]  |
| 29 de novembro de 2017  | The Economist                                                 | Jogo do Ano                                                             | Uncharted: The Lost Legacy                | Sexto               | [ 28 ]  |
| 4 de dezembro de 2017   | Slant Magazine                                                | Jogo do Ano                                                             | Uncharted: The Lost Legacy                | Décimo Sexto        | [ 29 ]  |
| 5 de dezembro de 2017   | Paste Magazine                                                | Jogo do Ano                                                             | Uncharted: The Lost Legacy                | Vigésimo Segundo    | [ 30 ]  |
| 5 de dezembro de 2017   | Top 10 Geeks & Com                                            | Jogo do Ano                                                             | Uncharted: The Lost Legacy                | Décimo              | [ 31 ]  |
| 7 de dezembro de 2017   | The Game Awards 2017                                          | Melhor Performance                                                      | Claudia Black como Chloe Frazer           | Indicado            | [ 32 ]  |
| 7 de dezembro de 2017   | The Game Awards 2017                                          | Melhor Performance                                                      | Laura Bailey como Nadine Ross             | Indicado            | [ 32 ]  |
| 7 de dezembro de 2017   | The Game Awards 2017                                          | Melhor Jogo de Ação/Aventura                                            | Uncharted: The Lost Legacy                | Indicado            | [ 32 ]  |
| 9 de dezembro de 2017   | Tom's Guide - The 25 Best Games of 2017                       | Jogo do Ano                                                             | Uncharted: The Lost Legacy                | Vigésimo            | [ 33 ]  |
| 10 de dezembro de 2017  | Maxim - The Best Games of 2017                                | Jogo do Ano                                                             | Uncharted: The Lost Legacy                | Décimo              | [ 34 ]  |
| 11 de dezembro de 2017  | ABC Tecnologia - Los videojuegos para recordar de 2017        | Jogo do Ano                                                             | Uncharted: The Lost Legacy                | Vigésimo Quinto     | [ 35 ]  |
| 12 de dezembro de 2017  | Vida Extra - Los 50 mejores videojuegos de 2017               | Jogo do Ano                                                             | Uncharted: The Lost Legacy                | Décimo Oitavo       | [ 36 ]  |
| 12 de dezembro de 2017  | Areajugones - Los mejores juegos de 2017                      | Melhor Jogo Exclusivo de PlayStation 4                                  | Uncharted: The Lost Legacy                | Indicado            | [ 37 ]  |
| 12 de dezembro de 2017  | TechTudo - Melhores Jogos de 2017                             | Melhor Personagem Mulher                                                | Chloe Frazer - Uncharted: The Lost Legacy | Venceu              | [ 38 ]  |
| 13 de dezembro de 2017  | The Guardian - The top 10 video games of 2017                 | Jogo do Ano                                                             | Uncharted: The Lost Legacy                | Décimo              | [ 39 ]  |
| 13 de dezembro de 2017  | Age of Geeks - 10 Luchshikh Igr 2017 Goda                     | Jogo do Ano                                                             | Uncharted: The Lost Legacy                | Décimo              | [ 40 ]  |
| 15 de dezembro de 2017  | BGR - The 10 best video games of 2017                         | Jogo do Ano                                                             | Uncharted: The Lost Legacy                | Quinto              | [ 41 ]  |
| 15 de dezembro de 2017  | Empire Awards - The Best Games Of 2017                        | Jogo do Ano                                                             | Uncharted: The Lost Legacy                | Oitavo              | [ 42 ]  |
| 16 de dezembro de 2017  | NZ Herald - Best of 2017                                      | Jogo do Ano                                                             | Uncharted: The Lost Legacy                | Terceiro            | [ 43 ]  |
| 18 de dezembro de 2017  | Polygon - The 50 Best Games of 2017                           | Jogo do Ano                                                             | Uncharted: The Lost Legacy                | Quadragésimo Sétimo | [ 44 ]  |
| 19 de dezembro de 2017  | IGN India - Game of The Year 2017                             | Jogo do Ano pela Comunidade                                             | Uncharted: The Lost Legacy                | Venceu              | [ 11 ]  |
| 20 de dezembro de 2017  | MWEB GameZone's Best of 2017 Awards                           | Melhor Jogo para PlayStation 4                                          | Uncharted: The Lost Legacy                | Segundo             | [ 45 ]  |
| 20 de dezembro de 2017  | MWEB GameZone's Best of 2017 Awards                           | Melhor Jogo de Ação-Aventura                                            | Uncharted: The Lost Legacy                | Indicado            | [ 45 ]  |
| 20 de dezembro de 2017  | MWEB GameZone's Best of 2017 Awards                           | Melhor Performance                                                      | Laura Bailey como Nadine Ross             | Indicado            | [ 45 ]  |
| 20 de dezembro de 2017  | Gameblog Awards 2017                                          | Visual do Ano                                                           | Uncharted: The Lost Legacy                | Indicado            | [ 46 ]  |
| 20 de dezembro de 2017  | 4Players.de - Spiele des Jahres 2017                          | Melhor Localização                                                      | Uncharted: The Lost Legacy                | Venceu              | [ 47 ]  |
| 21 de dezembro de 2017  | Stevivor's Goty 2017                                          | Melhor Jogo de PlayStation 4                                            | Uncharted: The Lost Legacy'               | Venceu              | [ 48 ]  |
| 22 de dezembro de 2017  | Gamekult Awards 2017                                          | Jogo do Ano                                                             | Uncharted: The Lost Legacy                | Vigésimo            | [ 49 ]  |
| 22 de dezembro de 2017  | Forbes - The 20 Best Video Games Of 2017                      | Jogo do Ano                                                             | Uncharted: The Lost Legacy                | Indicado            | [ 50 ]  |
| 22 de dezembro de 2017  | GamesRadar+ - The Best Games of 2017                          | Jogo do Ano                                                             | Uncharted: The Lost Legacy                | Décimo              | [ 51 ]  |
| 22 de dezembro de 2017  | HVGame 2017 – Az év legjobb játékai                           | Jogo do Ano                                                             | Uncharted: The Lost Legacy                | Terceiro            | [ 52 ]  |
| 22 de dezembro de 2017  | IGN BR - Melhores Games de 2017: A Escolha do Público         | Jogo do Ano                                                             | Uncharted: The Lost Legacy                | Nono                | [ 53 ]  |
| 22 de dezembro de 2017  | Bit-gamer - The Best Games of 2017                            | Jogo do Ano                                                             | Uncharted: The Lost Legacy                | Nono                | [ 54 ]  |
| 23 de dezembro de 2017  | Red Bull - The 10 Best Games of 2017                          | Jogo do Ano                                                             | Uncharted: The Lost Legacy                | Quinto              | [ 55 ]  |
| 23 de dezembro de 2017  | Fansided - Game of The Year 2017                              | Jogo do Ano                                                             | Uncharted: The Lost Legacy                | Décimo Primeiro     | [ 56 ]  |
| 24 de dezembro de 2017  | TechRadar Game of the Year Awards 2017                        | Melhor Narrativa                                                        | Uncharted: The Lost Legacy                | Venceu              | [ 57 ]  |
| 25 de dezembro de 2017  | IGN EUA - Game of The Year 2017                               | Melhor Jogo de PlayStation 4                                            | Uncharted: The Lost Legacy                | Indicado            | [ 58 ]  |
| 25 de dezembro de 2017  | IGN EUA - Game of The Year 2017                               | Melhores Gráficos                                                       | Uncharted: The Lost Legacy                | Indicado            | [ 58 ]  |
| 25 de dezembro de 2017  | IGN EUA - Game of The Year 2017                               | Melhor Jogo de Ação-Aventura                                            | Uncharted: The Lost Legacy                | Indicado            | [ 58 ]  |
| 25 de dezembro de 2017  | Eurogamer.pl - Gry 2017 Roku według Czytelników               | Jogo do Ano                                                             | Uncharted: The Lost Legacy                | Sétimo              | [ 59 ]  |
| 27 de dezembro de 2017  | Attack of the Fanboy - The Best Video Games of 2017           | Melhor Jogo de Ação                                                     | Uncharted: The Lost Legacy                | Indicado            | [ 60 ]  |
| 27 de dezembro de 2017  | EGM’s Best of 2017                                            | Jogo do Ano                                                             | Uncharted: The Lost Legacy                | Vigésimo Primeiro   | [ 61 ]  |
| 27 de dezembro de 2017  | VG24 Game of the Year 2017                                    | Melhor Expansão/DLC                                                     | Uncharted: The Lost Legacy                | Venceu              | [ 62 ]  |
| 28 de dezembro de 2017  | Magazine HD - Melhores Jogos de 2017                          | Jogo do Ano                                                             | Uncharted: The Lost Legacy                | Oitavo              | [ 63 ]  |
| 29 de dezembro de 2017  | USgamer's 20 Best Games of 2017                               | Jogo do Ano                                                             | Uncharted: The Lost Legacy                | Décimo Segundo      | [ 64 ]  |
| 29 de dezembro de 2017  | Eurogamer's Top 50 Games                                      | Jogo do Ano                                                             | Uncharted: The Lost Legacy                | Décimo Oitavo       | [ 65 ]  |
| 29 de dezembro de 2017  | AG Awards 2017                                                | Melhor Jogo de Ação                                                     | Uncharted: The Lost Legacy                | Terceiro            | [ 66 ]  |
| 29 de dezembro de 2017  | Clarín - Los Diez Mejores Videojuegos del 2017                | Jogo do Ano                                                             | Uncharted: The Lost Legacy                | Décimo              | [ 67 ]  |
| 29 de dezembro de 2017  | Eurogamer.pt - Escolhas dos Leitores 2017                     | Jogo do Ano                                                             | Uncharted: The Lost Legacy                | Sétimo              | [ 68 ]  |
| 29 de dezembro de 2017  | GameMAG - Luchshiye igry 2017 goda                            | Melhores Gráficos                                                       | Uncharted: The Lost Legacy                | Indicado            | [ 69 ]  |
| 29 de dezembro de 2017  | GameMAG - Luchshiye igry 2017 goda                            | Melhor História                                                         | Uncharted: The Lost Legacy                | Indicado            | [ 69 ]  |
| 29 de dezembro de 2017  | GameMAG - Luchshiye igry 2017 goda                            | Melhor Heroína                                                          | Chloe Frazer                              | Indicado            | [ 69 ]  |
| 29 de dezembro de 2017  | GameMAG - Luchshiye igry 2017 goda                            | Melhor Jogo de Ação                                                     | Uncharted: The Lost Legacy                | Indicado            | [ 69 ]  |
| 29 de dezembro de 2017  | GameMAG - Luchshiye igry 2017 goda                            | Melhor DLC                                                              | Uncharted: The Lost Legacy                | Venceu              | [ 69 ]  |
| 29 de dezembro de 2017  | GameMAG - Luchshiye igry 2017 goda                            | Jogo do Ano                                                             | Uncharted: The Lost Legacy                | Indicado            | [ 69 ]  |
| 30 de dezembro de 2017  | Anait - Los mejores juegos de 2017                            | Jogo do Ano                                                             | Uncharted: The Lost Legacy                | Décimo Quarto       | [ 70 ]  |
| 30 de dezembro de 2017  | Gamer365 - Az év legjobb játékai                              | Jogo do Ano                                                             | Uncharted: The Lost Legacy                | Sexto               | [ 71 ]  |
| 31 de dezembro de 2017  | Cheat Code Central - Cody Awards 2017                         | Melhor Jogo de Ação-Aventura                                            | Uncharted: The Lost Legacy                | Indicado            | [ 72 ]  |
| 31 de dezembro de 2017  | Cheat Code Central - Cody Awards 2017                         | Melhor Performance                                                      | Laura Bailey como Nadine Ross             | Indicado            | [ 73 ]  |
| 31 de dezembro de 2017  | Tonight.de - Top 100 Videospiele 2017                         | Jogo do Ano                                                             | Uncharted: The Lost Legacy                | Vigésimo Primeiro   | [ 74 ]  |
| 31 de dezembro de 2017  | PRESS START’S GOTY 2017                                       | Jogo do Ano                                                             | Uncharted: The Lost legacy                | Sétimo              | [ 75 ]  |
| 31 de dezembro de 2017  | Eure Top 50: Die besten Spiele des Jahres 2017                | Jogo do Ano                                                             | Uncharted: The Lost legacy                | Décimo Segundo      | [ 76 ]  |
| 31 de dezembro de 2017  | Gamekapocs                                                    | Desenvolvedor do Ano                                                    | Naughty Dog                               | Venceu              | [ 77 ]  |
| 31 de dezembro de 2017  | Gamersglobal - Unsere Top Ten 2017                            | Jogo do Ano                                                             | Uncharted: The Lost Legacy                | Décimo Quarto       | [ 78 ]  |
| 1 de janeiro de 2018    | Premios 3DJuegos 2017                                         | Jogo do Ano                                                             | Uncharted: The Lost Legacy                | Décimo Sexto        | [ 79 ]  |
| 1 de janeiro de 2018    | Eurogamer readers' top 50 games of 2017                       | Jogo do Ano                                                             | Uncharted: The Lost Legacy                | Décimo Quarto       | [ 80 ]  |
| 1 de janeiro de 2018    | Melhores do Ano GameVicio 2017                                | Melhor Jogo para PlayStation 4                                          | Uncharted: The Lost Legacy                | Terceiro            | [ 81 ]  |
| 1 de janeiro de 2018    | TGG’s Game of the Year Awards 2017                            | Melhor Jogo de Aventura                                                 | Uncharted: The Lost Legacy                | Indicado            | [ 82 ]  |
| 1 de janeiro de 2018    | Gamerweb- Najlepsze gry 2017 roku                             | Jogo do Ano                                                             | Uncharted: The Lost Legacy                | Vigésimo Segundo    | [ 83 ]  |
| 2 de janeiro de 2018    | 3DNews - Luchshiye Igry                                       | Jogo do Ano                                                             | Uncharted: The Lost Legacy                | DécimoSexto         | [ 84 ]  |
| 3 de janeiro de 2018    | BonusWeb - Hrou roku 2017                                     | Melhor Jogo de PlayStation 4                                            | Uncharted: The Lost Legacy                | Terceiro            | [ 85 ]  |
| 3 de janeiro de 2018    | StopGame - 2017-го игрового года                              | Melhor DLC                                                              | Uncharted: The Lost Legacy                | Segundo             | [ 86 ]  |
| 5 de janeiro de 2018    | Metacritic Users Pick 2017                                    | Jogo do Ano                                                             | Uncharted: The Lost Legacy                | Décimo Segundo      | [ 87 ]  |
| 5 de janeiro de 2018    | 4Gamers Game of the Year 2017                                 | Melhor Jogo de PlayStation                                              | Uncharted: The Lost Legacy                | Indicado            | [ 88 ]  |
| 6 de janeiro de 2018    | Gry-Online - Najlepsze gry 2017 roku                          | Jogo do Ano                                                             | Uncharted: The Lost Legacy                | Décimo Segundo      | [ 89 ]  |
| 10 de janeiro de 2018   | NewGameNetwork - Game of the Year Awards 2017                 | Melhor DLC/Expansão                                                     | Uncharted: The Lost Legacy                | Venceu              | [ 90 ]  |
| 10 de janeiro de 2018   | Hey Poor Player's Top 25 Games of 2017                        | Jogo do Ano                                                             | Uncharted: The Lost Legacy                | Vigésimo Quarto     | [ 91 ]  |
| 11 de janeiro de 2018   | Invaze 2017 - vyhlášení volby čtenářů                         | Melhor Jogo em Terceira Pessoa                                          | Uncharted: The Lost Legacy                | Sexto               | [ 92 ]  |
| 12 de janeiro de 2018   | Sector - Najlepšie hry roka 2017                              | Jogo do Ano                                                             | Uncharted: The Lost Legacy                | Décimo Sétimo       | [ 93 ]  |
| 15 de janeiro de 2018   | GamAlive Awards 2017 - Meileur jeu selon ces cons de lecteurs | Jogo do Ano                                                             | Uncharted: The Lost Legacy                | Quinto              | [ 94 ]  |
| 18 de janeiro de 2018   | GiantBomb - Game Of The Year 2017                             | Jogo do Ano                                                             | Uncharted: The Lost Legacy                | Vigésimo Quarto     | [ 95 ]  |
| 21 de janeiro de 2018   | Neogaf 2017 GOTY                                              | Jogo do Ano                                                             | Uncharted: The Lost Legacy                | Décimo Segundo      | [ 96 ]  |
| 21 de janeiro de 2018   | ResetEra Games of the Year Awards 2017                        | Jogo do Ano                                                             | Uncharted: The Lost Legacy                | Décimo              | [ 97 ]  |
| 21 de janeiro de 2018   | ResetEra Games of the Year Awards 2017                        | Melhor Jogo de Ação-Aventura                                            | Uncharted: The Lost Legacy                | Quinto              | [ 97 ]  |
| 24 de janeiro de 2018   | Merlin in kazani - 2017'nin en iyi oyunları                   | Melhor Cenário                                                          | Uncharted: The Lost Legacy                | Venceu              | [ 98 ]  |
| 24 de janeiro de 2018   | Merlin in kazani - 2017'nin en iyi oyunları                   | Melhor Performance                                                      | Claudia Black como Chloe Frazer           | Indicado            | [ 98 ]  |
| 24 de janeiro de 2018   | Merlin in kazani - 2017'nin en iyi oyunları                   | Melhor Performance                                                      | Laura Bailey como Nadine Ross             | Indicado            | [ 98 ]  |
| 25 de janeiro de 2018   | Hry roku 2017 komunity Zing.cz                                | Melhor Jogo de Ação-Aventura                                            | Uncharted: The Lost Legacy                | Terceiro            | [ 99 ]  |
| 25 de janeiro de 2018   | Hry roku 2017 komunity Zing.cz                                | Melhor Jogo de PlayStation 4                                            | Uncharted: The Lost Legacy                | Segundo             | [ 99 ]  |
| 25 de janeiro de 2018   | Sector - Čitateľská hra roka 2017                             | Melhor Jogo de PlayStation 4                                            | Uncharted: The Lost Legacy                | Segundo             | [ 100 ] |
| 25 de janeiro de 2018   | New York Game Awards 2018                                     | Melhor Narrativa                                                        | Uncharted: The Lost Legacy                | Indicado            | [ 19 ]  |
| 25 de janeiro de 2018   | New York Game Awards 2018                                     | Melhor Performance                                                      | Claudia Black como Chloe Frazer           | Indicado            | [ 19 ]  |
| 27 de janeiro de 2018   | BaziCenter - Best Games of 2017                               | Melhor DLC                                                              | Uncharted: The Lost Legacy                | Venceu              | [ 101 ] |
| 31 de janeiro de 2018   | Gamestar - Best of 2017                                       | Melhor Jogo de PlayStation                                              | Uncharted: The Lost Legacy                | Segundo             | [ 102 ] |
| 15 de fevereiro de 2018 | PPE - Gra Roku 2017                                           | Melhor Jogo de Ação/Aventura                                            | Uncharted: The Lost Legacy                | Quarto              | [ 103 ] |
| 15 de fevereiro de 2018 | PPE - Gra Roku 2017                                           | Melhor Localização Polonesa                                             | Uncharted: The Lost Legacy                | Venceu              | [ 103 ] |
| 15 de fevereiro de 2018 | PPE - Gra Roku 2017                                           | Melhor Visão Vinculativa / Artística                                    | Uncharted: The Lost Legacy                | Quinto              | [ 103 ] |
| 15 de fevereiro de 2018 | PPE - Gra Roku 2017                                           | Jogo do Ano                                                             | Uncharted: The Lost Legacy                | Sétimo              | [ 103 ] |
| 23 de fevereiro de 2018 | 21st D.I.C.E. Awards                                          | Desempenho Excepcional em Animação                                      | Uncharted: The Lost Legacy                | Indicado            | [ 21 ]  |
| 23 de fevereiro de 2018 | 21st D.I.C.E. Awards                                          | Desempenho Excepcional em Personagem                                    | Uncharted: The Lost Legacy                | Indicado            | [ 21 ]  |
| 23 de fevereiro de 2018 | 21st D.I.C.E. Awards                                          | Desempenho Excepcional no Design de Som                                 | Uncharted: The Lost Legacy                | Indicado            | [ 21 ]  |
| 23 de fevereiro de 2018 | 21st D.I.C.E. Awards                                          | Jogo de Aventura do Ano                                                 | Uncharted: The Lost Legacy                | Indicado            | [ 21 ]  |
| 23 de fevereiro de 2018 | 21st D.I.C.E. Awards                                          | Desempenho Excepcional na Direção de Jogo                               | Uncharted: The Lost Legacy                | Indicado            | [ 21 ]  |
| 13 de março de 2018     | NAVGTR Awards 2017                                            | Melhor Animação em Arte                                                 | Uncharted: The Lost Legacy                | Indicado            | [ 24 ]  |
| 13 de março de 2018     | NAVGTR Awards 2017                                            | Melhor Direção de Arte Contemporânea                                    | Uncharted: The Lost Legacy                | Indicado            | [ 24 ]  |
| 13 de março de 2018     | NAVGTR Awards 2017                                            | Melhor Direção de Câmera em Motor de Jogo                               | Uncharted: The Lost Legacy                | Indicado            | [ 24 ]  |
| 13 de março de 2018     | NAVGTR Awards 2017                                            | Direção em Cinema de Jogo                                               | Uncharted: The Lost Legacy                | Indicado            | [ 24 ]  |
| 13 de março de 2018     | NAVGTR Awards 2017                                            | Franquia de Aventura                                                    | Uncharted: The Lost Legacy                | Venceu              | [ 24 ]  |
| 13 de março de 2018     | NAVGTR Awards 2017                                            | Performance em Drama, Papel Principal                                   | Claudia Black como Chloe Frazer           | Indicado            | [ 24 ]  |
| 13 de março de 2018     | NAVGTR Awards 2017                                            | Performance em Drama, Papel Principal                                   | Laura Bailey como Nadine Ross             | Indicado            | [ 24 ]  |
| 13 de março de 2018     | NAVGTR Awards 2017                                            | Performance em Drama, Apoio                                             | Troy Baker como Samuel Drake              | Indicado            | [ 24 ]  |
| 13 de março de 2018     | NAVGTR Awards 2017                                            | Edição de Áudio em Cinema de Jogo                                       | Uncharted: The Lost Legacy                | Venceu              | [ 24 ]  |
| 14 de março de 2018     | Italian Video Game Awards                                     | Escolha do Público                                                      | Uncharted: The Lost Legacy                | Indicado            | [ 20 ]  |
| 14 de março de 2018     | Italian Video Game Awards                                     | Melhor Personagem                                                       | Nadine Ross                               | Indicado            | [ 20 ]  |
| 21 de março de 2018     | Game Developers Choice Awards 2018                            | Melhor Narrativa                                                        | Uncharted: The Lost Legacy                | Indicado            | [ 104 ] |
| 21 de março de 2018     | Game Developers Choice Awards 2018                            | Melhor Tecnologia                                                       | Uncharted: The Lost Legacy                | Indicado            | [ 104 ] |
| 21 de março de 2018     | SXSW Gaming Award 2018                                        | Excelência em Aquisição Técnica                                         | Uncharted: The Lost Legacy                | Indicado            | [ 22 ]  |
| 22 de março de 2018     | 16th Annual Game Audio Networks Guild Awards                  | Áudio do Ano                                                            | Uncharted: The Lost Legacy                | Indicado            | [ 105 ] |
| 22 de março de 2018     | 16th Annual Game Audio Networks Guild Awards                  | Sonoplastia do Ano                                                      | Uncharted: The Lost Legacy                | Indicado            | [ 105 ] |
| 22 de março de 2018     | 16th Annual Game Audio Networks Guild Awards                  | Melhor Áudio em Cinemática ou Cutscene                                  | Uncharted: The Lost Legacy                | Indicado            | [ 105 ] |
| 12 de abril de 2018     | BAFTA Game Awards 2018                                        | Aquisição Artística de 2018                                             | Uncharted: The Lost Legacy                | Indicado            | [ 23 ]  |
| 12 de abril de 2018     | BAFTA Game Awards 2018                                        | Aquisição de Áudio em 2018                                              | Uncharted: The Lost Legacy                | Indicado            | [ 23 ]  |
| 12 de abril de 2018     | BAFTA Game Awards 2018                                        | Performista de 2018                                                     | Claudia Black como Chloe Frazer           | Indicado            | [ 23 ]  |
| 12 de abril de 2018     | BAFTA Game Awards 2018                                        | Performista de 2018                                                     | Laura Bailey como Nadine Ross             | Indicado            | [ 23 ]  |
| 25 de julho de 2018     | BTVA Voice Acting Awards 2017                                 | Melhor Performance Feminina em Dublagem de Videogame                    | Claudia Black como Chloe Frazer           | Venceu              | [ 106 ] |
| 25 de julho de 2018     | BTVA Voice Acting Awards 2017                                 | Melhor Performance Masculina em Dublagem de Videogame em Papel de Apoio | Usman Ally como Asav                      | Indicado            | [ 106 ] |